# Saint-Aubin-la-Plaine
 Saint-Aubin-la-Plaine  es una población y comuna francesa, en la región de Países del Loira, departamento de Vendée, en el distrito de Fontenay-le-Comte y cantón de Sainte-Hermine.

## Demografía
| 323 | 312 | 290 | 301 | 292 | 304 |
| Para los censos de 1962 a 1999 la población legal corresponde a la población sin duplicidades (Fuente: INSEE [Consultar]) |     |     |     |     |     |